# リトルプラネット
リトルプラネットは、株式会社リトプラが企画・開発・運営をする次世代型テーマパーク。
元幼稚園教諭、元テーマパーク従事者、プログラマー、建築士、クリエイターといったメンバー達によりテーマパーク企画・設計・アトラクション開発・運営に関わる全てを自社完結型で行なっている。

## 次世代型テーマパーク
遊びが学びに変わる。「テクノロジー」×「遊び」の新しい体験を通じて、子どもたちが自ら考え、学び、他者と触れ合う世界を創造し、これからの未来を担っていく子どもたちを育む場所。

## 沿革
- 2016年9月 - 株式会社プレースホルダ設立
- 2017年
  - 5月 - 「品テクマルシェ on the GREEN 2017」にて、初のリトルプラネットラボを展示
    - AR砂遊び「SAND PARTY!」/ デジタル落書き「SPRAY PAINTING」が公開

  - 8月 - アトラクション「SAND PARTY!」が第11回キッズデザイン賞受賞
  - 10月 - 体験型知育デジタルテーマパーク「リトルプラネット」をららぽーと立川立飛に期間限定オープン“「リトルプラネット ららぽーと新三郷」がオープン!”. 2023年11月22日閲覧。
  - 11月 - 日経トレンディ「2018年ヒット予測ベスト20」の13位「キッズARパーク」に「リトルプラネット」が選出
  - 12月 - 新アトラクション「WORD ADVENTURE」と「NUMBER SPLASH」がオープン
- 2018年
  - 1月 - ネットとリアルが融合! 謎解き×AR「ARクエスト」がオープン
  - 7月 -  常設1号店 埼玉初「リトルプラネット ららぽーと新三郷」がオープン[2]
    - 話して楽しい、食べて美味しい、対話型「しゃべるARクッキー」を発売
    - 新アトラクション「ZABOOM」を公開
    - 赤坂サカスにてサンリオとのコラボパーク「Sanrio characters ×　Little Planet 大冒険 From TBS」が期間限定オープン
    - 「リトルプラネット ワイキキアクアリウム」が期間限定オープン
    - 2018年度経済産業省こどもデーに出展
- 2018年
  - 8月 - アトラクション「NUMBER SPLASH」と「PAPER RIKISHI」が第12回キッズデザイン賞をダブル受賞
  - 10月 - 常設2号店 東京初 ダイバーシティにてXFLAGとのコラボパーク「Little Planet × XFLAG ダイバーシティ東京プラザ」がオープン
  - 12月 - 常設3号店 九州初「リトルプラネット マリノアシティ福岡」がオープン
- 2019年
  - 3月 - おとなだけでも入れる「BACK TO KIDS DAY」を開催
  - 3月 - 常設4号店 神奈川初「リトルプラネット ららぽーと横浜」がオープン
  - 4月 - 常設5号店 「リトルプラネット ステラタウン大宮」がオープン
  - 4月 - 家でもリトプラが楽しめるスマホアプリ「AR PLAYGROUND」をリリース
  - 5月 - 常設6号店「リトルプラネット KITE MITE MATSUDO (キテミテマツド)」がオープン
  - 7月 - 「XFLAG PARK 2019」にアトラクション「ZABOOM」出展
    - 長野/鹿児島にて夏期限定のサテライト型パーク「リトルプラネット in 長野」および「リトルプラネット in 鹿児島」をオープン
    - 週間東洋経済プラス「すごいベンチャー100 2019年版」に株式会社プレースホルダが選出

  - 9月 - 新アトラクション「COOKIN' BOO」が誕生
    - 「リトルプラネットの公式アプリ」が正式リリース

  - 10月 - 常設7号店「リトルプラネット ららぽーと沼津」がオープン
    - 常設8号店「リトルプラネット スマーク伊勢崎」がオープン
      - セガエンタテインメントとのライセンスパートナーシップパーク

  - 11月 - 新アトラクション「WONDER AIR ROCKET」が誕生
  - 12月 - アトラクション「DRAW YOUR WORLD」が大型バージョンアップ
    - 常設9号店「リトルプラネット mozoワンダーシティ」がオープン
    - 博報堂とsecond placeと共同で運動しながら英語が学べる新アトラクション「DIGITAL “SPOGLISH”（デジタル スポグリッシュ）」を開発
    - Vtuberの仕組みを学んで遊べるプログラミング体験を実施
- 2020年
  - 3月 - 常設10号店「リトルプラネット ららぽーと和泉」がオープン
    - アトラクション「DISCOVERY GARDEN」が誕生
    - 新型コロナウィルス感染症拡大防止による休校期間も自宅で楽しめるARぬりえを無料提供
    - 自宅で手軽にプログラミング体験ができるゲームプログラムを無料提供

  - 4月 - 新型コロナウィルス感染拡大防止のため、全リトルプラネット営業休止
    - 家族やチームの体温を記録・共有できるスマホアプリ「たいおんログ」をリリース

  - 5月 - 常設11号店「リトルプラネット イオンモール鹿児島」がオープン
    - 大見商事が、プレースホルダとライセンス契約を結び運営する

  - 6月 - リトルプラネット営業再開
    - 三菱鉛筆がリトルプラネットの公式サポーターになる

  - 8月 - TBS 新型"音感"バラエティ「オトラクション」とリトルプラネットのコラボレーション
    - 「リトルプラネット ららぽーと沼津」が第14回キッズデザイン賞受賞

  - 10月 - キャンプ場に"デジタル遊び場" 完全移動型の野外イベント 「VANTERTAINMENT FES」に参画
  - 11月 - AR砂遊び「SAND PARTY!」がアップデート
- 2021年
  - 2月 - リトルプラネットがコラボした音感バラエティ「オトラクション」がゴールデンタイムでレギュラー化
  - 3月 - NHK Eテレ「オトッペ」のARワークショップが登場
  - 4月 - リトルプラネット 法人向けのアトラクション提供サイト公開
    - イトーヨーカドーとの新コンセプトパーク「TOYLO PARK powered by リトルプラネット」オープン

  - 6月 - 「リトルプラネット イオンモール川口」がオープン
  - 7月 - AIが子どもたちの画力を判定する「SKETCH DUNGEON」をリリース
  - 8月 - シュライヒとの夏季限定コラボイベントを実施
    - 完全オンラインの習い事プラットフォーム「リトルスパーク」8月19日サービス開始
    - 新ミニ四駆漫画「レーザーミニ四駆」の最先端デジタルコースを開発

  - 9月 - リトルプラネット ダイバーシティにて 知育雑貨店「好奇心の部屋」とグッズショップ展開
  - 10月 - 子ども専用リストバンド「シャリング」が新登場
  - 11月 - イトーヨーカドー「TOYLO PARK powered by リトルプラネット」グランツリー武蔵小杉が11/17オープン
    - シュライヒジャパンがリトルプラネットのオフィシャルパートナー
    - LEXUSにスプレーアート「LEXUS SPRAY PAINTING」を限定公開

  - 12月 - 昔ながらの遊びとデジタル遊びが融合した新感覚キッズスペース、南大阪最大級の商業施設「セブンパーク天美」にオープン
    - 英語学習アトラクションがシャリングとスマホと連携
    - 中国成都にて日本初デジタルテーマパーク「リトルプラネット」が初オープン
- 2022年
  - 3月 - YouTubeで100億回再生の「ベイビーシャーク」とリトルプラネットが限定コラボ
  - 4月 - 新アトラクションらくがき3Dサッカー」を公開
  - 5月 - 株式会社Travel DX「VR海外旅行」無料体験イベントを開催
  - 10月 - 社名を株式会社プレースホルダから株式会社リトプラに変更[3]

## アトラクション
- AR砂遊び「SAND PARTY!」
  - 第11回キッズデザイン賞
- デジタル落書き「SPRAY PAINTING」
  - 第6回デジタルえほんアワード審査員特別賞
- ふしぎなぬりえの世界「DRAW YOUR WORLD」
- お絵かき3Dレーシング「SKETCH RACING」
- デジタル紙相撲「PAPER RIKISHI」
  - 第12回キッズデザイン賞
- リトプラ入国管理局「PLANET PORTAL」
- AR積み木「LITTLE BUILDERS」
- タッチで英単語集め「WORD ADVENTURE」
- デジタル算数パズル「NUMBER SPLASH」
  - 第12回キッズデザイン賞
- ARクエスト「AR QUEST」
- デジタルボールプール 「ZABOOM」
- MRフォトスタジオ「COSPLAY MAGIC」
- クッキー連鎖パズル「CHAIN COOKIES」
- 超集中穴掘りパズル「PUZZLE DUNGEON」
- デジタル影絵遊び「SHADOW WORLD」
- デジタル知育ボックス「LITTLE BOX」
- しゃべるARクッキー「TALKING AR COOKIES」
- デジタル落ち葉遊び「DISCOVERY LEAF」
- 魔法の写真体験「MAGIC  GREETING」
- デジタルトランポリン「FLAPPY」
- 落書きウォール「LITTLE PLANET WALL」
- 英語でリアクションタッチ「DIGITAL "SPOGLISH"」
- ブーの切り分けシェフ「COOKIN' BOO」
- ふしぎな空気ロケット「WONDER AIR ROCKET」
- 楽器の森の切り株「MELODY STUMP」

## マスコットキャラクター
マスコットキャラクターとして、モグラをモチーフにしたキャラクター「モグー」がおり、アトラクションに登場したりグッズが販売されている。
リトルプラネットに登場するキャラクター
- モグー
- フィル
- BOO
- リス博士